# 杜米特鲁·贝拉基什
杜米特鲁·贝拉基什（羅馬尼亞語：Dumitru Braghiș；1957年12月28日—），是一名摩尔多瓦政治家、外交官。曾于1999年至2001年担任摩尔多瓦总理，2001年至2009年为摩尔多瓦议会议员。2015年，摩尔多瓦总统尼古拉·蒂莫夫蒂任命他为摩尔多瓦驻俄罗斯兼哈萨克斯坦、吉尔吉斯斯坦大使，2016年起兼任驻塔吉克斯坦特命全权大使。2017年被免职。
2020年7月3日被摩尔多瓦总统伊戈尔·多东任命为驻华大使，同年8月到任，翌年4月14日遞交國書，并于5月起兼任驻越南大使。
除了母语罗马尼亚语之外，杜米特鲁·贝拉基什也会讲俄语、英语和法语。